# Lift (Poets of the Fall)
Lift è un singolo del gruppo musicale finlandese Poets of the Fall, pubblicato il 9 settembre 2004 come secondo estratto dal primo album in studio Signs of Life.